# 果蝠冠状病毒GCCDC1
果蝠冠状病毒GCCDC1（Rousettus bat coronavirus GCCDC1、Ro-BatCoV GCCDC1）是乙型冠狀病毒屬的一種病毒，與果蝠冠狀病毒HKU9的關係接近，於2016年在中國雲南的棕果蝠體內發現。此病毒有一輔助蛋白基因p10不見於其他冠狀病毒中，可能是來自正呼腸孤病毒屬的病毒。

## 基因組
果蝠冠状病毒GCCDC1的基因組長約30100nt，編碼冠狀病毒皆有的複製酶（1a/1b）和刺突蛋白（S）、膜蛋白（M）、外膜蛋白（E）與衣殼蛋白（N）等四種結構蛋白，另外還有NS3、p10、NS7a、NS7b與NS7c等五個開放閱讀框編碼輔助蛋白，其基因順序為1ab-S-NS3-E-M-N-p10-NS7a-NS7b-NS7c。其中p10蛋白為果蝠冠状病毒GCCDC1的最大特色，此蛋白不見於任何其他冠狀病毒，卻與感染鳥類、蝙蝠的正呼腸孤病毒屬（屬呼腸孤病毒科，為雙股RNA病毒）病毒的p10蛋白序列相似，很可能是與正呼腸孤病毒發生重組的結果。

## 分類
序列分析顯示果蝠冠状病毒GCCDC1與果蝠冠狀病毒HKU9的關係接近，這兩種病毒共同組成乙型冠狀病毒屬的支系D（lineage D），後來有學者將其稱為Nobecovirus亞屬，在乙型冠狀病毒屬中與Sarbecovirus（SARS-CoV、SARS-CoV-2）和Hibecovirus（蹄蝠乙型冠狀病毒浙江2013）關係較為接近。